# Trouwdag

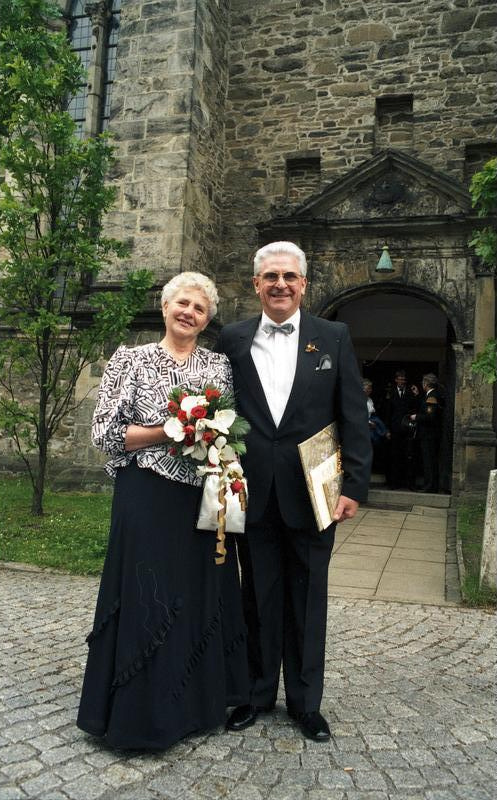
Echtpaar op hun gouden huwelijk

Een trouwdag, huwelijksverjaardag of huwelijksjubileum is een moment waarop mensen de dag vieren dat zij een bepaald aantal jaren zijn getrouwd. Zo spreekt men bijvoorbeeld over een koperen huwelijk bij 12½ jaar getrouwd zijn, of een zilveren huwelijk bij 25 jaar. Volgens sommige mensen is het gebruikelijk om op dergelijke dag cadeaus te geven die van het genoemde materiaal zijn gemaakt.
Net als huwelijken, komt het ook bij een zoveeljarig dienstverband of bestaan van een organisatie voor dat dit wordt gevierd. Sinds de invoering van het geregistreerd partnerschap in onder andere Nederland, kunnen ook hieruit feestelijke vieringen voortvloeien, evenals het zoveel jaar "officieel" samenwonend zijn.

## Symbolen van de huwelijksjubilea
Hieronder staat een lijst van materialen waar de jubilea voor verschillende jaren naar vernoemd zijn in België en Nederland. Sommige jaren kennen meerdere benamingen. Niet alle bronnen zijn eenduidig. Bovendien zijn er enkele regionale verschillen en verschillen tussen beide landen.
De vetgedrukte benamingen zijn het gebruikelijkst.
| Duur     | Benaming                                                 |
| -------- | -------------------------------------------------------- |
| 14 dagen | Papier                                                   |
| 1 jaar   | Katoen, papier                                           |
| 1½ jaar  | Blik                                                     |
| 2 jaar   | Papier, karton, leer of katoen                           |
| 2½ jaar  | Aluminium                                                |
| 3 jaar   | Leer of tarwe                                            |
| 3⅛ jaar  | Blik                                                     |
| 4 jaar   | Bloemen, fruit, leer, was, zijde of vrucht               |
| 5 jaar   | Blik, hout of plastic                                    |
| 6 jaar   | Gips, ijzer of suiker                                    |
| 6¼ jaar  | Blik of tin                                              |
| 7 jaar   | Brons, koper, nikkel of wol                              |
| 8 jaar   | Aardewerk, blik of brons                                 |
| 9 jaar   | Aardewerk, ijzer of vlechtwerk                           |
| 10 jaar  | Kristal, staal, tin of roos                              |
| 11 jaar  | Koraal of staal                                          |
| 12 jaar  | Linnen of zijde                                          |
| 12½ jaar | Koper                                                    |
| 13 jaar  | Kant, lelie, meiklokje of vermiljoen                     |
| 14 jaar  | Ivoor of lood                                            |
| 15 jaar  | Kristal of porselein                                     |
| 16 jaar  | Saffier                                                  |
| 17 jaar  | Roos                                                     |
| 18 jaar  | Turkoois                                                 |
| 19 jaar  | Linnen                                                   |
| 20 jaar  | Kristal, porselein of verzilverd                         |
| 25 jaar  | Zilver                                                   |
| 30 jaar  | Ivoor, parel of parelmoer                                |
| 35 jaar  | Koraal of robijn                                         |
| 37½ jaar | Aluminium of verguld zilver                              |
| 40 jaar  | Robijn, smaragd of doublé                                |
| 45 jaar  | Saffier, verguld zilver of vermiljoen                    |
| 50 jaar  | Goud                                                     |
| 55 jaar  | Orchidee, smaragd of witgoud                             |
| 60 jaar  | Diamant                                                  |
| 62½ jaar | Diamant                                                  |
| 65 jaar  | Briljant, ijzer of palissander                           |
| 70 jaar  | Platina, bloedkoraal of briljant                         |
| 75 jaar  | Albast, diamant, kroonjuwelen, platina, radium of rodium |
| 80 jaar  | Eik of plutonium                                         |

## Plechtigheden
Door een goede burgerlijke stand en huwelijks-/trouwregister, eventueel kerkelijke registers is beter officieel vast te stellen wanneer er een huwelijksverbintenis tot stand is gekomen.
In veel gemeenten is het gebruikelijk om in de plaatselijke media aandacht te besteden aan een echtpaar dat minimaal 50 jaar dan wel 60 jaar getrouwd is. Vaak wordt er dan een berichtje of interview in de krant geplaatst en komt er een felicitatie van de burgemeester of het gemeentebestuur.
Het jubilerende echtpaar wordt vaak door de (klein)kinderen in het zonnetje gezet of wordt het huwelijksfeest aangeboden. Ook nodigt men zelf wel familie, vrienden en anderen uit voor de viering, receptie of feestavond. Uit dankbaarheid wordt ook weleens kerkelijke mis of dienst gehouden.